# 帝都電鉄モハ100形電車
帝都電鉄モハ100形電車（ていとでんてつモハ100がたでんしゃ）は、現在の京王電鉄井の頭線の前身である帝都電鉄が1933年（昭和8年）の帝都線開業に際して製造した通勤形電車である。
本項では同系車のモハ200形・クハ250形および後身となる各形式についても記述する。

## 概要
小田原急行鉄道の総帥であった利光鶴松配下の東京山手急行電鉄（後に東京郊外鉄道を経て帝都電鉄へ改称）の手で建設された帝都線のための車両として、川崎車輌によって設計された。当時の関東では典型的な設計の郊外私鉄向け電車である。
1933年（昭和8年）8月1日の帝都線渋谷 - 井の頭公園間12.1 kmの開業に備え、以下の各車が製造された。
- モハ100形101 - 109
1933年7月 川崎車輌兵庫工場製 両運転台式制御電動車(Mc)

更に1934年（昭和9年）4月1日の井の頭公園 - 吉祥寺間0.7 kmの延伸開業後、乗客増に対応して以下の各車が順次増備された。
- モハ200形201 - 204
1934年10月 日本車輌製造東京支店製 両運転台式制御電動車(Mc)
- モハ200形205 - 208
1936年10月 日本車輌製造東京支店製 両運転台式制御電動車(Mc)
- クハ250形251 - 254
1938年5月 日本車輌製造東京支店製 両運転台式制御車(Tc)
- クハ250形255・256
1940年9月 日本車輌製造東京支店製 両運転台式制御車(Tc)
- クハ250形257 - 260
1941年4月 日本車輌製造東京支店製 両運転台式制御車(Tc)

なお、クハ255以降は小田原急行鉄道との合併後に竣工しており、帝都電鉄には入籍していない。

## 車両概説

### 車体
いずれも設計当時としては一般的な、リベット組み立てと溶接を併用し、窓の上下にそれぞれウィンドウヘッダー・ウィンドウシルと呼ばれる補強帯板が露出して取り付けられた、17 m級（全長17.5 m）半鋼製車体を備える。
当時帝都電鉄車両課主任で、永福町工場長でもあった松村利は、モハ100形のデザインに際しては、帝都電鉄側は「軽快な而して強度においても十分なるかつ内外とも目障なき一見明朗な感じを有し乗り心地よきものとなす」との意図があったと証言している。
これを受けて作られた車体は、極力不要な梁を排した軽量構造の台枠上に、定尺鋼板を効率よく使用して構成された腰板と、低い幕板部の間に幅800 mm、高さ1,000 mmの大きな下段上昇式の側窓を並べ、前照灯を幕板中央に置き、更に浅い鋼板製の屋根を載せた明朗な車体設計の、すなわちメーカーである川崎車輌が1930年（昭和5年）に手がけた湘南電気鉄道デ1形（後の京急230形）との共通点が多く、1930年代における岡村馨技師長を筆頭とする川崎車輌技術陣の標準的な作風を示す。
それに対し窓配置は全車ともにd1D(1)3D(1)3D(1)1（d：乗務員扉、D：客用扉、(1)：戸袋窓、数字：窓数）で妻面は半流線形で窓を3枚並べ、内2枚は下段上昇式、運転台の1枚は1段固定窓でひさし付きとなっていて、幕板中央部に前照灯を、前面向かって左側の腰板下部には標識灯をそれぞれ1灯ずつ備える。これはやはり本形式のメーカーである川崎車輌が、1931年（昭和6年）より日本車輌製造と共に設計・製造に参加した目黒蒲田電鉄・東京横浜電鉄向けモハ510形のそれを踏襲した配置であり、片隅式の運転台や前面運転台窓へのひさしの設置、それに車体幅の半分程度の幅に留められた鋳鋼製アンチクライマーなどにその影響が色濃く現れている。
つまり、本形式の車体は湘南デ1形と東横・目蒲モハ510形を折衷したデザインや構造となっており、平凡ながらリベットが少なく軽快でバランスの取れたその外観は竣工当時の愛好者達の人気を集めた。またこの窓配置及び窓の高さを1,000mmとする車両は、その後1939年（昭和14年）登場の東京横浜電鉄のモハ1000形、親会社の小田急が導入を計画し大東急になった1942年（昭和17年）に登場した1600形など、関東私鉄電車の一形態として確立した。
塗装はチョコレート色（小豆色）1色を基本とし、屋根部を鉛丹仕上げとしている。台車も黒やグレーではなく小豆色に塗られ、宮松金次郎は「パンタグラフ以外は屋根も車体も台車も小豆色」と当時の鉄道趣味紙に寄稿している。車号板は真鍮クロームメッキで黄金色だった。
定員は100名、内座席定員は40名で座席はロングシートを採用する。運転台は前述の通り片隅式の配置となっており、運転台と反対側の座席は車端部まで延長されている。この運転台は窓の高さより下半分のみ板・それより上部は柱のみ立ててあり夜間のみ室内照明を遮るため黒いカーテンを降ろす構造としてあって、開放的な室内を演出している。また車内各扉の出入り台中央には、当時の省電や郊外電車などで一般的に採用されていたスタンションポールが立てられていた。
本形式は新規開業線向けであったためか当初より全車各扉共にドアエンジンを装備した自動扉車として竣工している。そのため客用扉には乗客に注意を喚起する目的で「此扉は自動的に開閉致しますから御注意下さい」の注意書きが表記されていた。自動扉車であるため車側灯も取り付けられたが、そのため車体幅が申請時寸法をオーバーし、認可までに時間を要している。
なお、モハ100形のこの車体構造はメーカーを変えて日本車輌製造東京支店で製造されたモハ200・クハ250形でもほぼ忠実に再現されている。相違は屋根部材の接合部の工作法と、これに伴う屋根の若干の形状変化程度に留まっていた。

### 主要機器
東京山手急行電鉄線の建設計画が存在した時期に設計されたため、モハ100形には帝都線で使用する範囲では過剰性能となる比較的大出力の主電動機が搭載された。また、一体鋳鋼製の台車枠や自動加速制御器の採用など、設計当時最新の技術が盛り込まれているのが特徴である。

#### 主電動機
モハ100形は芝浦製作所SE-139-Bを、モハ200形は東洋電機製造TDK-516を、それぞれ各台車に2基ずつ吊り掛け式で装架する。モハ200形では主電動機出力をモハ100形のそれに対し40％減と大幅に落としたが、その理由として先述の東京山手急行電鉄線構想がとん挫していたこと以外にも、昭和恐慌の影響でレールは中古品で、緩いカーブは短い直線レールを無理やり繋いでしのぎ、貧弱な道床など路盤状態も悪い帝都線では、モハ100形の性能を持て余すような状況だったことが挙げられている。

#### 主制御器
イングリッシュ・エレクトリック社（English Electric Co.：EE社）の前身の1つであるディック・カー・アンド・カンパニー(Dick, Kerr & Co.)が開発した、通称「デッカー・システム（DICK-KERR SYSTEM）」の系譜に連なる電動カム軸式自動加速制御器である東洋電機製造ES-509を搭載する。この制御器はマスコンハンドルにばねによる跳ね上げ機構を内蔵した押し下げボタンを用いたデッドマン装置を備えており、乗務員が運転中、何らかの事故等によりこのボタンから手を離すと自動的にブレーキが機能するように設計されている。
なお制御車であるクハ250形は、電動車と同一の車体の片隅運転台による両運転台構造として設計されたが、先に登場したクハ500形で永福町車庫の配線の関係上吉祥寺側に連結されて運行されることがもっぱらだったことから、吉祥寺向き制御車として運用することを前提に、吉祥寺寄りの運転台にのみ主幹制御器等の制御機器を設置し、渋谷寄りについては運転台スペースが用意され尾灯は設置されていたものの前照灯は取り付け金具のみの準備工事に留められ、運転台機器も未設置状態となっていた。

#### 台車
モハ100形については川崎車輌がボールドウィンA形台車の台車枠を一体鋳鋼製部品で置き換えて設計した、軸距2,430 mmの釣り合い梁式台車を装着する。この台車は特にメーカー固有形式を与えられていなかったが、後の京王帝都電鉄発足後、社内形式としてK-3の名を与えられた。
本形式の設計された1933年は、大阪市電気局100形用住友製鋼所KS-63LとしてこのK-3と同種の一体鋳鋼製台車枠を備えた釣り合い梁式台車が製造された直後の時期であり、いわば当時の最新トレンドを取り入れた最先端技術の結晶であった。帝都電鉄側の松村も『鉄道趣味誌』1934年9月号への寄稿に際し、上記KS-63L以外に類例がないタイプの台車であることを強調し、「技術的にはかなり興味ある研究資料になると思う」と記している。
川崎車輌はコイルばねを積極的に導入した上毛電気鉄道デハ100型電車用KO台車や吉野鉄道モハ201形電車用台車に見られるように、こと電車用台車に関しては野心的な設計を導入する傾向が戦前から強く、これもその技術的な潮流に乗ったものであった。
鋳鋼製台車枠は通常の形鋼組み立て式の台車枠と比較して重量が重くなるため、路盤が貧弱な帝都線向けとは言い難かったが、丈夫でゆるみが一切発生せず、保守が容易というメリットがある。そのため後年軸受のローラーベアリング化は行われたものの、京王帝都発足後に路盤強化が行われたこともあって、この台車は井の頭線の営業用車両の全車ステンレスカー化が完了した1984年まで約50年間装着され続けた。
それに対し、モハ200・クハ250形は同じく釣り合い梁式ながら台車枠を従来通り組み立て式として軸距を2,100 mmへ短縮することで大幅に軽量化した、一般的な設計の日本車輌製造D-18台車を装着する。
こちらの設計は台車枠の軽量化によりばね間重量が軽減されるというメリットがあったが、部材接合部の緩みを定期的に締め直す必要があるなど日常の保守に手間のかかる構造であり、戦後路盤強化が行われて軽量化のメリットが減じると、K-3が極力残される一方でこちらは台車振り替えにより順次その数を減じている。
なお、これらはいずれも新造時には一般的な平軸受を備えて完成している。

#### ブレーキ
全車共にウェスティングハウス・エア・ブレーキ社（WABCO）が設計したM三動弁による元空気溜管式M自動空気ブレーキの、日本エヤーブレーキ社によるライセンス生産品を搭載する。このブレーキシステムは、運転台に搭載するブレーキ制御弁を自動空気ブレーキ専用のM23弁ではなく、ブレーキ機能の切り替え動作に対応するM24弁とし、下部に二方コックを取り付けてここを操作することで連結運転用の自動空気ブレーキと単行用の直通ブレーキを切り替え可能としている。

## 運用

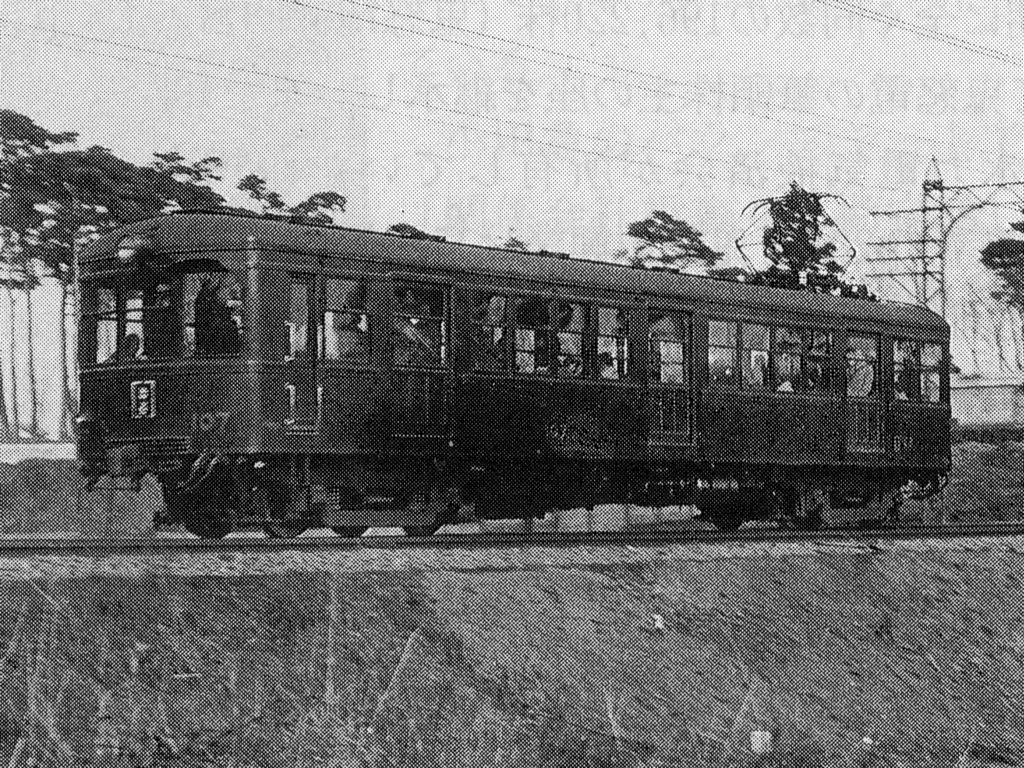
帝都電鉄100形107（1936年3月24日）

### 新造
開業時に9両が用意されたモハ100形は帝都電鉄線の主力車として重用された。
その後増備されたモハ200形8両は開業後単行での運転が多かったモハ100形の運用実態や、路盤状況を鑑みて電動機が低出力化されたが、これは制御車の増結に当たって出力不足が問題となった。
このため2両が製造されたクハ500形や10両が製造されたクハ250形を主に充当する渋谷 - 永福町間の区間運用は電動機出力の大きなモハ100形が限定運用され、低出力のモハ200形は単行あるいはモハ200形のみによる2両編成で渋谷 - 吉祥寺間の直通運用を主体に運用された。もっとも、制御車の増備が進むと車両運用のやりくりが付かず、モハ200形1両に制御車1両を増結した編成での運転を強いられる状況が生じており、モハ200形が低出力であったが故にモハ100形の性能を前提としたダイヤでの定時運転は難しく、また電動機に過負荷がかかることから車両故障も多発したとされる。

### 合併
1940年（昭和15年）5月1日に帝都電鉄は経営難から資本系列が同一の小田原急行鉄道に合併されたが、この際には改番は実施されず、そのままの陣容で運用が続けられた。
更に1942年（昭和17年）5月1日の小田原急行鉄道の大東急への合併で、帝都線は同社井の頭線へ改称された。この際、同線在籍の各車は他社形式との車号の重複を避けて元の小田原急行鉄道の各形式と同じ1000番台の枠内で整理され、改番されることになった。これに伴い、旧帝都電鉄の車両は製造初年が小田原急行からの引継ぎ車両よりも新しかったためかそれらの続番が与えられ、1400・1500番台に区分された。
- モハ100形101 - 109 → デハ1400形1401 - 1409
- モハ200形201 - 208 → デハ1450形1451 - 1458
- クハ250形251 - 260 → クハ1550形1551 - 1560

### 戦災による焼失
もっとも、旧帝都電鉄の車両が新車番で全車が揃って運用されていた期間は短かった。1945年（昭和20）5月25日から同月26日にかけてアメリカ陸軍航空軍が実施した戦略爆撃（東京大空襲#その後の空襲参照）によって井の頭線の車両基地であった永福町車庫が被災、旧帝都電鉄モハ100形系列27両のうち、以下22両が焼失した。
- デハ1400形1401 - 1403・1406 - 1409
- デハ1450形1451 - 1456
- クハ1550形1551 - 1559

更に旧帝都電鉄クハ500形であるクハ1501と、1943年（昭和18年）5月に小田原線から転属したデハ1350形2両のうちデハ1367が焼失し、井の頭線において稼働可能な車両は電動車がデハ1404・1405・1457・1458、デハ1366の計5両、制御車がクハ1560及びクハ1502の2両のみと壊滅的な打撃を受けた。しかもデハ1457とクハ1560は、永福町車庫内での接触事故で休車となっていた車両だった。

### 復旧
空襲後、東京急行電鉄は1945年6月には代田連絡線を陸軍の手で敷設、小田原線と接続して同線の車両や国鉄青梅線からの借入車14両を投入して急場をしのぎ、翌1946年（昭和21年）になると本格的復旧のために急遽京浜線向け新造制御車クハ5350形を電動車に計画変更（後のデハ1710形）し、東横線向け新造電動車デハ3550形（後のデハ1700形）と併せて井の頭線へ投入する一方で、永福町で焼失した各車については可能な範囲で修理・復旧工事を実施した。事故で休車だったことで被災しなかったデハ1457も最優先で復旧され、運用に復帰した。
もっとも車体の状態が悪い電動車については台枠などの強度面の不安から電装は困難であり、また制御車についても運用の都合上、井の頭線の主力となったデハ1700形・デハ1710形は旧帝都電鉄車とは異なり、日立製作所製のMMC系主制御器を搭載していたため、それと連結できるようにする車両を増やす必要があった。
そこで戦災復旧車のうちデハ1407 - 1409、そして元々低出力のデハ1451 - 1456は電動車として復旧せず、クハ1555 - 1558と一括してMMC制御器搭載の制御車であるクハ1570形へ改造・改番された。
クハ1570形となった各車の番号対応および復旧時期は以下の通り。
- クハ1556→クハ1571 1946年11月
- クハ1555→クハ1572 1946年11月
- クハ1557→クハ1573 1947年1月
- クハ1558→クハ1574 1947年2月
- デハ1451→クハ1575 1947年7月
- デハ1452→クハ1576 1947年9月
- デハ1453→クハ1577 1947年5月
- デハ1454→クハ1578 1947年9月
- デハ1455→クハ1579 1948年1月
- デハ1456→クハ1580 1947年8月
- デハ1408→クハ1581 1947年4月
- デハ1409→クハ1582 1947年3月
- デハ1407→クハ1583 1948年2月

この際デハ1450形を種車とする車両の中に、全焼して後にデハ1460形として復旧されたデハ1367とクハ1501の台車との振替を実施した車両もあって、台車はバラエティに富んでいた。同時期には改番は伴っていないが、やはり空襲で被災したデハ1401 - 1403・1406およびクハ1551 - 1554・1559の各車についても同様の車体復旧工事が実施されている。電動車については焼損した制御器の換装が行われ、1番初めに復旧したデハ1401は制御器を元住吉工場の予備品で東洋電機の制御器とは互換性のない、日立製作所製電空カム軸式PB-200に、それ以外の3両はデハ1700形などと同じく日立MMC-H-200Bに換装された。
しかし戦災復旧車は歪みの目立つ外板もさることながら、車体の鋼材に火が通っていて強度に不安があり、実際にクハ1551が吉祥寺駅構内の転轍ミスで橋桁に車体側面を衝突させた際、台枠が大きく変形してしまい、1946年7月2日付で復旧後わずか3か月で廃車となった。

### 転出
井の頭線の車両不足が一段落した1947年（昭和22年）11月、東急ではデハ1700形を井の頭線に拠出した東横線と、本来予定していた増備車の割り当てを井の頭線の車両不足にあてた小田原線に対し、今度は井の頭線から車両を拠出した。
東横線には、戦災復旧車であるが比較的被害が少なかったため早期復旧されたデハ1401と、非戦災車で元小田急車のデハ1366、この両電動車とコンビを組んでいた戦災復旧車クハ1553・1554の4両が、東横線の主力車と同一の制御機を装備していたことから転出した。転出に際しては同一番号のままで改番されていない。
小田原線には空襲での被災を免れたデハ1458が、やはり被災を免れたクハ1502と共に、同一番号のまま小田急線へ転出している。クハ1502はこの際台車をデハ1458に合わせ、戦災車のD-18に履き替えた。
これらの転出車は翌1948年（昭和23年）6月1日の東京急行電鉄解体→京王帝都電鉄成立に伴い、そのまま転出先各線の帰属会社籍に編入されている。
なお、大東急統合後は車体の塗装が戦前のチョコレート色1色からダークグリーン1色へ変更され、更に京王帝都電鉄成立後は順次ライトグリーン1色に再変更されている。

### 更新
この後、京王帝都電鉄に編入された井の頭線に残った各車のうち、車体強度や設備で劣る戦災復旧車については世相が安定し始め、また1950年（昭和25年）のデハ1760形竣工で井の頭線の車両数に余裕ができたことから、新造車体に載せ替える工事が開始された。

#### 1950年度
最初に着手されたのが、クハ1550形およびクハ1570形で、1950年度の予算で以下の3両が同一仕様で東京急行電鉄横浜製作所（後の東急車輛製造）で更新された。台枠は旧車体から流用している。
- クハ1552→クハ1558（2代目） 1950年7月
- クハ1559 1951年3月
- クハ1581 1951年8月[注釈 30]

なお、クハ1552のみ改番されているが、これは当時存在した空番を埋めて車番整理を実施する意図があったためとされる。窓配置は従来通りd1D(1)3D(1)3D(1)1で、全室式運転台を吉祥寺寄りに設置する片運転台式制御車となっている。外見はアンチクライマーが車体幅の半分程度の幅に留められているなど、戦災を受けなかったクハ1560を踏襲しているが、シル／ヘッダーが溶接され、前照灯が屋根に埋め込み式になっているなどの違いがある。なお先に更新された2両は屋根が鉄骨木製のキャンバス張りだが、クハ1581は前年の桜木町事故の影響か鋼板屋根という違いがあるほか、クハ1558（2代目）が新造時からのD-18台車をそのまま装着していたのに対し、他2両はクハ1500形が使用していたTR10台車を履いているという違いがあった。

#### 1951年度

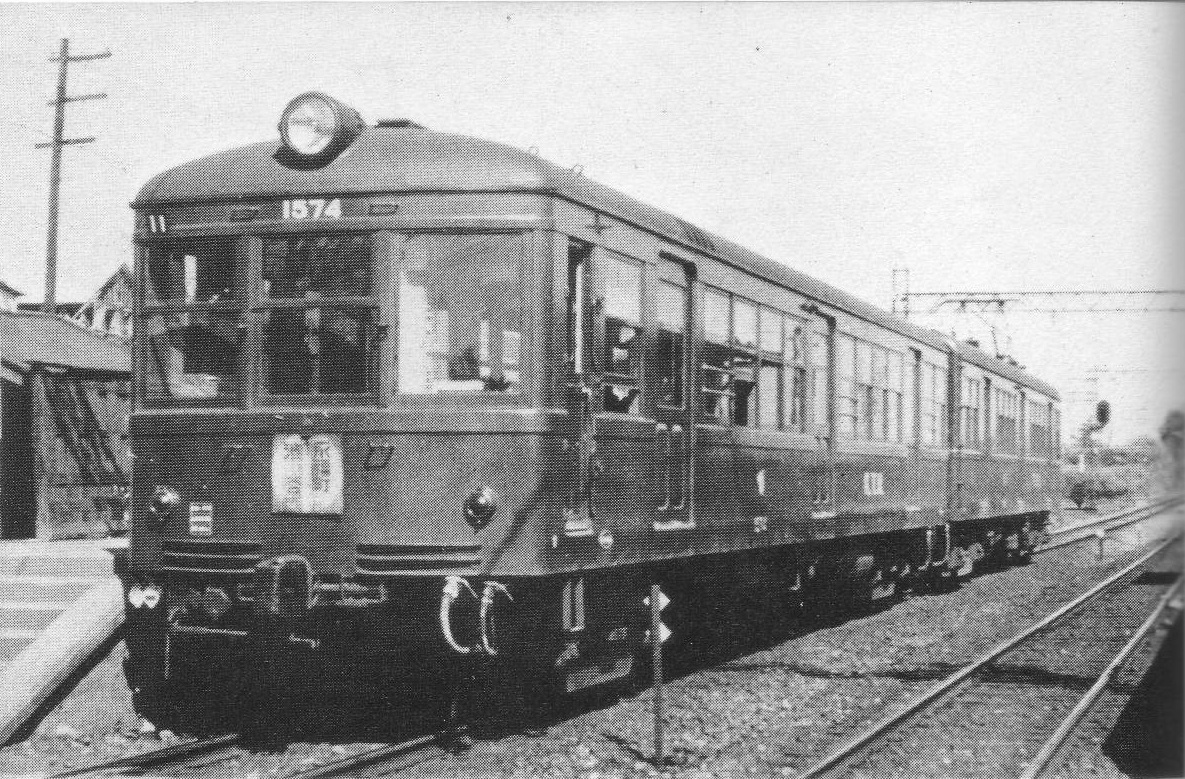
新造車体に載せ替えられたクハ1574（駒場駅、1952年撮影）

さらに状況が好転し始めたことから、1951（昭和26）年度予算での更新車は台枠も含めた車体全てを新製することに変更され、東急横浜製作所と日本車輌製造で車体を18 m級に延伸・窓幅を900 mmに拡大した京急デハ300形と同様の、つまりデハ1710形の寸法を引き継ぐデハ1760形と同一仕様の車体を新造して載せ替える工事を実施した。
- クハ1571 1951年12月 日本車輌製造
- クハ1573 1951年12月[注釈 31] 東急横浜製作所
- クハ1574 1952年2月 日本車輌製造
- クハ1575 1952年2月 日本車輌製造
- クハ1577 1951年12月 日本車輌製造
- クハ1579 1951年12月 日本車輌製造
- クハ1583 1952年3月 日本車輌製造

これらも窓配置がd1D(1)3D(1)3D(1)1の、全室式運転台を吉祥寺寄りに設置する片運転台式制御車である。連結面側は丸妻で貫通路が設けられていない。アンチクライマーは2本に分かれているなどデハ1760形と同一仕様であるが、前照灯は前年度の更新車と同様に屋根に埋め込み式で、さらに車体の仕上がりが格段に向上するなど、外観面でも新車をアピールする要素が盛り込まれている。

#### 1952年度
翌1952（昭和27）年度には車両増を受けて渋谷 - 永福町間で3両編成運転が開始され、さらに吉祥寺向きの片運転台式制御電動車(Mc)であるデハ1800形1804 - 1808を新製投入して全線での3両編成化が実施されることとなった。
そのため、残る戦災復旧車の更新についてもこの新造車に合わせた設計に変更されることとなり、デハ1400形とクハ1570形の残存未更新車全車について以下の通り更新工事が実施された。
まず、デハ1400形については台車をはじめとする主要機器を流用、東京急行電鉄横浜製作所でデハ1800形1804以降と同じ車体を新造して、渋谷向きの片運転台式制御電動車となった。
- デハ1402→デハ1801 1952年8月
- デハ1403→デハ1802 1952年8月
- デハ1406→デハ1803 1952年8月

これらはデハ1760形を基本としつつ、張り上げ屋根を採用するなど同時期の他社での流行を取り入れた設計となっている。
また、クハ1570形の未更新で残っていた5両については以下の通りデハ1800形などの電動車を両端につないだ3両編成の中間車とすべく、デハ1800形と共通仕様のサハとしてこれらも東京急行電鉄横浜製作所で更新が実施されている。
- クハ1572→サハ1305 1952年9月
- クハ1576→サハ1301 1952年9月
- クハ1578→サハ1304 1952年9月
- クハ1580→サハ1302 1952年9月
- クハ1582→サハ1303 1952年9月

これらは窓配置2D(1)3D(1)3D(1)1で両妻面は切妻で広幅貫通路を備え、デハ1800形と同様に張り上げ屋根構造を採用して編成としての外観の統一が図られている。
なお、東急横浜製作所で最後に更新されたクハ1572・1578・1582の3両の旧台枠や柱などの構体の一部は、状態が比較的良好であったためか東急車輛製造による相模鉄道クハ2500形2508（1954年製）、モハ2000形2015・2016（1955年製）の車体新製時に流用されたとされる。この内モハ2015・2016は1971年に実施された2000系の2100系への更新で不要となった旧車体が再度東急車輛製造→西武鉄道所沢工場経由で改造・機器取り付けの上で伊予鉄道へ売却され、同社のモハ130形131・132として1991年（平成3年）まで使用の後、廃車解体されている。
これらの新造車と更新車の竣工により、井の頭線全線において広幅貫通路を備えた3両編成での列車運行が開始されている。

#### 改番
かくして24両の戦災復旧車全車について車体更新による全復旧工事が完了したが、制御車については特に車番と形状が錯綜した状況となっていた。後述する電動車側での制御器統一により連結相手ごとで区分する意味がなくなったため、1952年（昭和27年）10月に車体長を基準に、17メートル級車体を持つ未更新車と台枠流用による復旧車の4両をクハ1200形、18メートル級車体を新造した復旧車をクハ1250形とする改番が実施された。
クハ1200形
- クハ1560→クハ1201
- クハ1558（2代目）→クハ1202
- クハ1559→クハ1203
- クハ1581→クハ1204

クハ1250形
- クハ1579→クハ1251
- クハ1577→クハ1252
- クハ1575→クハ1253
- クハ1574→クハ1254
- クハ1571→クハ1255
- クハ1583→クハ1256
- クハ1573→クハ1257

またこの改番直前にクハ1560は、戦災を受けてクハで復旧された元デハ1400形から発生したK-3台車に、クハ1558（2代目）はデハ1751と台車を交換した。

### 改造
一方、空襲で被災しなかったデハ1400・1450形の残存車であるデハ1404・1405・1457の3両は、運転室の全室化や主制御器のオリジナルのES-509から電動カム軸式自動加速制御器である日立製作所MMC-H-200Bへの交換、長大編成化に伴う自動空気ブレーキの応答性の良いA動作弁によるAブレーキへの換装、それにデハ1457の台車および主電動機の交換、といった工事を施工後、順にデハ1402・1401・1403（いずれも2代目）に改番されている。
これらはその後も井の頭線で使用されたが、運転台ひさしの撤去や前照灯の2灯化改造、前面中央窓の1枚窓化、ウィンドウシル・ウィンドウヘッダーの補強、屋根全周に雨樋取り付けなどが実施されて本来の軽快さを喪った。
また井の頭線の3両運転開始以降、各車ともに連結面側に貫通路を設ける工事が行われたが、先陣を切って改造されたクハ1250のうち1251 - 1255の5両については、貫通路増設だけでなく車体及び台枠を切妻形状に改造している。

### 転用
長編成化に伴いクハ1200形は1963年（昭和38年）から1964年（昭和39年）2月には全車とも運転台を撤去して中間車化、サハ1200形1201 - 1204へ改番され、更に1966年（昭和41年）8月にサハ1202が京王線へ転属、翌1967年（昭和42年）9月にはサハ1203・1204がクハ1203・1204へ復元された上で、改軌に伴い台車を5070系→5100系の台車交換で不要となった、2700系由来の東急車輛TS-101へ交換したデハ1401 - 1403やデハ1801 - 1803と共にこちらも京王線へ転属となった。この際デハ1400形3両は全車新宿向き先頭車とされ、パンタグラフを連結綿側に移設している。
|          | ← 新宿京王八王子 → |           |
| 形式     | デハ1400           | デハ1800  |
| 区分     | Mc                 | Mc        |
| 車両番号 | 1401 1402          | 1801 1802 |
| 形式     | デハ1400           | クハ1200  |
| 区分     | Mc                 | Tc        |
| 車両番号 | 1403               | 1203      |
| 形式     | クハ1200           | デハ1800  |
| 区分     | Tc                 | Mc        |
| 車両番号 | 1204               | 1803      |

これらは単独の2両編成、または2本併結の4両編成で主に動物園線・競馬場線・高尾線と3つの支線を中心に運用され、1969年（昭和44年）の京王線系統ATS稼働開始に備えてデハとクハにはATS機器の搭載工事が実施されたが、2700系や2000系・2010系のようにブレーキのHSC化は実施されず、AMA自動ブレーキのままだった。
また、井の頭線に残ったクハ1250形は1970年11月に中間車化されてサハ1250形1251 - 1257となり、サハ1300形と共にデハ1900形などの編成に組み込まれるようになった。

### 廃車
| 伊予鉄道130形電車133（元デハ1400形1402） |  | 小田急デニ1000形（元モハ208の車体を流用） |
| 伊予鉄道130形電車133（元デハ1400形1402） |  | 小田急デニ1000形（元モハ208の車体を流用） |

その後、京王線系統へ転出したデハ1400形とクハ1200・サハ1200形は6000系の増備で1974年（昭和49年）までに全車廃車となり、同時期廃車のデハ1402・1403とクハ1203・1204と共に伊予鉄道へ譲渡され、奇しくも本形式由来の台枠を備えるモハ131・132の続番としてモハ130形133 - 136となった後、1988年（昭和63年）までに全車廃車解体された。
井の頭線に最後まで残ったサハ1200・1250・1300形もサハ1200形が1977年（昭和52年）、サハ1250・1300形も1984年（昭和59年）までに全車廃車解体されている。
また、小田急線へ転出した2両の車体を流用した小田急デユニ1000形→デニ1000形も同じ1984年に廃車解体されており、帝都電鉄由来の電車はこの年に社名の由来となった帝都=首都圏から全車姿を消している。
帝都電鉄→京王井の頭線の創業期を支えた重要な車両であるが、以上のような事情から保存車は存在しない。

## 車歴
※下記車歴表は藤田(2014)を基本とし、宮下(2019)、開田(2019)の各資料を参照した。

### モハ100形
| 就役時車号 | 製造年月  | 製造所 | 大東急車号 | 戦災復旧 | 戦災復旧      | 車体更新                                                                                | 車体更新                                                                                | 車体更新                                                                                | 1952年改番                                                                              | 中間車化改造                                                                            | 中間車化改造                                                                            | 京王線転出                                                                              | 京王線転出                                                                              | 京王線転出                                                                              | 廃車年月日                                                                              |
| 就役時車号 | 製造年月  | 製造所 | 大東急車号 | 車号     | 年月日        | 車号                                                                                    | 製造所                                                                                  | 年月日                                                                                  | 1952年改番                                                                              | 車号                                                                                    | 年月日                                                                                  | 車号                                                                                    | 年月日                                                                                  | 事項                                                                                    | 廃車年月日                                                                              |
| モハ101    | 1933年7月 | 川車   | デハ1401   | デハ1401 | 1946年9月     | ※1947年11月に東横線に転属、1959年にデハ3553に更新。これ以降の動向は東急デハ3550形を参照 | ※1947年11月に東横線に転属、1959年にデハ3553に更新。これ以降の動向は東急デハ3550形を参照 | ※1947年11月に東横線に転属、1959年にデハ3553に更新。これ以降の動向は東急デハ3550形を参照 | ※1947年11月に東横線に転属、1959年にデハ3553に更新。これ以降の動向は東急デハ3550形を参照 | ※1947年11月に東横線に転属、1959年にデハ3553に更新。これ以降の動向は東急デハ3550形を参照 | ※1947年11月に東横線に転属、1959年にデハ3553に更新。これ以降の動向は東急デハ3550形を参照 | ※1947年11月に東横線に転属、1959年にデハ3553に更新。これ以降の動向は東急デハ3550形を参照 | ※1947年11月に東横線に転属、1959年にデハ3553に更新。これ以降の動向は東急デハ3550形を参照 | ※1947年11月に東横線に転属、1959年にデハ3553に更新。これ以降の動向は東急デハ3550形を参照 | ※1947年11月に東横線に転属、1959年にデハ3553に更新。これ以降の動向は東急デハ3550形を参照 |
| モハ102    | 1933年7月 | 川車   | デハ1402   | デハ1402 | 1947年9月25日 | デハ1802                                                                                | 東急横浜                                                                                | 1952年8月                                                                               | デハ1802                                                                                |                                                                                         |                                                                                         |                                                                                         | 1967年9月                                                                               |                                                                                         | 1974年2月19日 伊予鉄道に譲渡                                                            |
| モハ103    | 1933年7月 | 川車   | デハ1403   | デハ1403 | 1948年2月     | デハ1801                                                                                | 東急横浜                                                                                | 1952年8月                                                                               | デハ1801                                                                                |                                                                                         |                                                                                         |                                                                                         | 1967年9月                                                                               |                                                                                         | 1973年10月1日                                                                           |
| モハ104    | 1933年7月 | 川車   | デハ1404   | デハ1404 | 非戦災車      | 非戦災車                                                                                | 非戦災車                                                                                | 非戦災車                                                                                | デハ1402（2代目）                                                                       |                                                                                         |                                                                                         |                                                                                         | 1967年9月                                                                               |                                                                                         | 1974年2月19日 伊予鉄道に譲渡                                                            |
| モハ105    | 1933年7月 | 川車   | デハ1405   | デハ1405 | 非戦災車      | 非戦災車                                                                                | 非戦災車                                                                                | 非戦災車                                                                                | デハ1401（2代目）                                                                       |                                                                                         |                                                                                         |                                                                                         | 1967年9月                                                                               |                                                                                         | 1973年10月1日                                                                           |
| モハ106    | 1933年7月 | 川車   | デハ1406   | デハ1406 | 1948年2月     | デハ1803                                                                                | 東急横浜                                                                                | 1952年8月                                                                               | デハ1803                                                                                |                                                                                         |                                                                                         |                                                                                         | 1967年9月                                                                               |                                                                                         | 1974年2月19日 伊予鉄道に譲渡                                                            |
| モハ107    | 1933年7月 | 川車   | デハ1407   | クハ1583 | 1948年2月     | クハ1583                                                                                | 日車東京                                                                                | 1952年3月                                                                               | クハ1256                                                                                | サハ1256                                                                                | 1970年11月                                                                              |                                                                                         |                                                                                         |                                                                                         | 1983年12月20日                                                                          |
| モハ108    | 1933年7月 | 川車   | デハ1408   | クハ1581 | 1947年4月30日 | クハ1581                                                                                | 東急横浜                                                                                | 1951年8月                                                                               | クハ1204                                                                                | サハ1204                                                                                | 1964年7月                                                                               | クハ1204                                                                                | 1967年9月                                                                               | 運転台再設置                                                                            | 1974年2月19日 伊予鉄道に譲渡                                                            |
| モハ109    | 1933年7月 | 川車   | デハ1409   | クハ1582 | 1947年3月17日 | サハ1303                                                                                | 東急横浜                                                                                | 1952年9月                                                                               | サハ1303                                                                                |                                                                                         |                                                                                         |                                                                                         |                                                                                         |                                                                                         | 1984年2月17日                                                                           |

### モハ200形
| 就役時車号 | 製造年月   | 製造所   | 大東急車号 | 戦災復旧 | 戦災復旧      | 車体更新                                                            | 車体更新                                                            | 車体更新                                                            | 1952年改番                                                          | 中間車化改造                                                        | 中間車化改造                                                        | 京王線転出                                                          | 京王線転出                                                          | 京王線転出                                                          | 廃車年月日                                                          |
| 就役時車号 | 製造年月   | 製造所   | 大東急車号 | 車号     | 年月日        | 車号                                                                | 製造所                                                              | 年月日                                                              | 1952年改番                                                          | 車号                                                                | 年月日                                                              | 車号                                                                | 年月日                                                              | 事項                                                                | 廃車年月日                                                          |
| モハ201    | 1934年10月 | 日車東京 | デハ1451   | クハ1575 | 1947年7月31日 | クハ1575                                                            | 日車東京                                                            | 1952年2月                                                           | クハ1253                                                            | サハ1253                                                            | 1970年11月                                                          |                                                                     |                                                                     |                                                                     | 1984年2月17日                                                       |
| モハ202    | 1934年10月 | 日車東京 | デハ1452   | クハ1576 | 1947年9月25日 | サハ1301                                                            | 東急横浜                                                            | 1952年9月                                                           | サハ1301                                                            |                                                                     |                                                                     |                                                                     |                                                                     |                                                                     | 1983年11月14日                                                      |
| モハ203    | 1934年10月 | 日車東京 | デハ1453   | クハ1577 | 1947年5月21日 | クハ1577                                                            | 日車東京                                                            | 1951年12月                                                          | クハ1252                                                            | サハ1252                                                            | 1970年11月                                                          |                                                                     |                                                                     |                                                                     | 1983年12月20日                                                      |
| モハ204    | 1934年10月 | 日車東京 | デハ1454   | クハ1578 | 1947年9月     | サハ1304                                                            | 東急横浜                                                            | 1952年9月                                                           | サハ1304                                                            |                                                                     |                                                                     |                                                                     |                                                                     |                                                                     | 1984年3月24日                                                       |
| モハ205    | 1936年10月 | 日車東京 | デハ1455   | クハ1579 | 1948年1月     | クハ1579                                                            | 日本東京                                                            | 1951年12月                                                          | クハ1251                                                            | サハ1251                                                            | 1970年11月                                                          |                                                                     |                                                                     |                                                                     | 1983年11月14日                                                      |
| モハ206    | 1936年10月 | 日車東京 | デハ1456   | クハ1580 | 1947年8月22日 | サハ1302                                                            | 東急横浜                                                            | 1952年9月                                                           | サハ1303                                                            |                                                                     |                                                                     |                                                                     |                                                                     |                                                                     | 1984年2月17日                                                       |
| モハ207    | 1936年10月 | 日車東京 | デハ1457   | デハ1457 | 非戦災車      | 非戦災車                                                            | 非戦災車                                                            | 非戦災車                                                            | デハ1403（2代目）                                                   |                                                                     |                                                                     | デハ1403                                                            | 1967年9月                                                           |                                                                     | 1973年10月1日 伊予鉄道に譲渡                                        |
| モハ208    | 1936年10月 | 日車東京 | デハ1458   | デハ1458 | 非戦災車      | ※1947年11月に小田原線に転属。これ以降の動向は小田急1500形電車を参照 | ※1947年11月に小田原線に転属。これ以降の動向は小田急1500形電車を参照 | ※1947年11月に小田原線に転属。これ以降の動向は小田急1500形電車を参照 | ※1947年11月に小田原線に転属。これ以降の動向は小田急1500形電車を参照 | ※1947年11月に小田原線に転属。これ以降の動向は小田急1500形電車を参照 | ※1947年11月に小田原線に転属。これ以降の動向は小田急1500形電車を参照 | ※1947年11月に小田原線に転属。これ以降の動向は小田急1500形電車を参照 | ※1947年11月に小田原線に転属。これ以降の動向は小田急1500形電車を参照 | ※1947年11月に小田原線に転属。これ以降の動向は小田急1500形電車を参照 | ※1947年11月に小田原線に転属。これ以降の動向は小田急1500形電車を参照 |

### クハ250形
| 就役時車号 | 製造年月  | 製造所   | 大東急車号 | 戦災復旧 | 戦災復旧       | 車体更新                                                                              | 車体更新                                                                              | 車体更新                                                                              | 1952年改番                                                                            | 中間車化改造                                                                          | 中間車化改造                                                                          | 京王線転出                                                                            | 京王線転出                                                                            | 京王線転出                                                                            | 廃車年月日                                                                            |
| 就役時車号 | 製造年月  | 製造所   | 大東急車号 | 車号     | 年月日         | 車号                                                                                  | 製造所                                                                                | 年月日                                                                                | 1952年改番                                                                            | 車号                                                                                  | 年月日                                                                                | 車号                                                                                  | 年月日                                                                                | 事項                                                                                  | 廃車年月日                                                                            |
| クハ251    | 1938年5月 | 日車東京 | クハ1551   | クハ1551 | 1946年4月25日  |                                                                                       |                                                                                       |                                                                                       |                                                                                       |                                                                                       |                                                                                       |                                                                                       |                                                                                       |                                                                                       | 1946年7月2日                                                                          |
| クハ252    | 1938年5月 | 日車東京 | クハ1552   | クハ1552 | 1946年5月12日  | クハ1558（2代目）                                                                     | 東急横浜                                                                              | 1950年7月                                                                             | クハ1202                                                                              | サハ1202                                                                              | 1964年7月                                                                             | サハ1202                                                                              | 1966年8月                                                                             |                                                                                       | 1972年9月30日                                                                         |
| クハ253    | 1938年5月 | 日車東京 | クハ1553   | クハ1553 | 1946年7月21日  | ※1947年11月に東横線に転属 1963年にサハ3366に更新 これ以降の動向は東急サハ3360形を参照 | ※1947年11月に東横線に転属 1963年にサハ3366に更新 これ以降の動向は東急サハ3360形を参照 | ※1947年11月に東横線に転属 1963年にサハ3366に更新 これ以降の動向は東急サハ3360形を参照 | ※1947年11月に東横線に転属 1963年にサハ3366に更新 これ以降の動向は東急サハ3360形を参照 | ※1947年11月に東横線に転属 1963年にサハ3366に更新 これ以降の動向は東急サハ3360形を参照 | ※1947年11月に東横線に転属 1963年にサハ3366に更新 これ以降の動向は東急サハ3360形を参照 | ※1947年11月に東横線に転属 1963年にサハ3366に更新 これ以降の動向は東急サハ3360形を参照 | ※1947年11月に東横線に転属 1963年にサハ3366に更新 これ以降の動向は東急サハ3360形を参照 | ※1947年11月に東横線に転属 1963年にサハ3366に更新 これ以降の動向は東急サハ3360形を参照 | ※1947年11月に東横線に転属 1963年にサハ3366に更新 これ以降の動向は東急サハ3360形を参照 |
| クハ254    | 1938年5月 | 日車東京 | クハ1554   | クハ1554 | 1946年9月      | ※1947年11月に東横線に転属 1959年にサハ3365に更新 これ以降の動向は東急サハ3360形を参照 | ※1947年11月に東横線に転属 1959年にサハ3365に更新 これ以降の動向は東急サハ3360形を参照 | ※1947年11月に東横線に転属 1959年にサハ3365に更新 これ以降の動向は東急サハ3360形を参照 | ※1947年11月に東横線に転属 1959年にサハ3365に更新 これ以降の動向は東急サハ3360形を参照 | ※1947年11月に東横線に転属 1959年にサハ3365に更新 これ以降の動向は東急サハ3360形を参照 | ※1947年11月に東横線に転属 1959年にサハ3365に更新 これ以降の動向は東急サハ3360形を参照 | ※1947年11月に東横線に転属 1959年にサハ3365に更新 これ以降の動向は東急サハ3360形を参照 | ※1947年11月に東横線に転属 1959年にサハ3365に更新 これ以降の動向は東急サハ3360形を参照 | ※1947年11月に東横線に転属 1959年にサハ3365に更新 これ以降の動向は東急サハ3360形を参照 | ※1947年11月に東横線に転属 1959年にサハ3365に更新 これ以降の動向は東急サハ3360形を参照 |
| クハ255    | 1940年9月 | 日車東京 | クハ1555   | クハ1572 | 1946年11月     | サハ1305                                                                              | 東急横浜                                                                              | 1952年9月                                                                             | サハ1305                                                                              |                                                                                       |                                                                                       |                                                                                       |                                                                                       |                                                                                       | 1984年3月24日                                                                         |
| クハ256    | 1940年9月 | 日車東京 | クハ1556   | クハ1571 | 1946年11月9日  | クハ1571                                                                              | 日車東京                                                                              | 1951年12月                                                                            | クハ1255                                                                              | サハ1255                                                                              | 1970年11月                                                                            |                                                                                       |                                                                                       |                                                                                       | 1984年2月17日                                                                         |
| クハ257    | 1941年4月 | 日車東京 | クハ1557   | クハ1573 | 1947年1月21日  | クハ1573                                                                              | 東急横浜                                                                              | 1951年12月                                                                            | クハ1257                                                                              | サハ1257                                                                              | 1970年11月                                                                            |                                                                                       |                                                                                       |                                                                                       | 1983年12月20日                                                                        |
| クハ258    | 1941年4月 | 日車東京 | クハ1558   | クハ1574 | 1947年2月19日  | クハ1574                                                                              | 日車東京                                                                              | 1952年2月                                                                             | クハ1254                                                                              | サハ1254                                                                              | 1970年11月                                                                            |                                                                                       |                                                                                       |                                                                                       | 1983年12月20日                                                                        |
| クハ259    | 1941年4月 | 日車東京 | クハ1559   | クハ1559 | 1946年12月25日 | クハ1559                                                                              | 東急横浜                                                                              | 1951年3月                                                                             | クハ1203                                                                              | サハ1203                                                                              | 1964年7月                                                                             | クハ1203                                                                              | 1967年9月                                                                             | 運転台再設置                                                                          | 1973年10月1日 伊予鉄道に譲渡                                                          |
| クハ260    | 1941年4月 | 日車東京 | クハ1560   | 非戦災車 | 非戦災車       | 非戦災車                                                                              | 非戦災車                                                                              | 非戦災車                                                                              | クハ1201                                                                              | サハ1201                                                                              | 1964年7月                                                                             |                                                                                       |                                                                                       |                                                                                       | 1977年3月15日                                                                         |

### 書籍
- 鈴木洋『【RM LIBRARY 146】京王5000系の時代　ファンの目から見た33年』株式会社ネコ・パブリッシング、2011年10月1日。ISBN 978-4-7770-5316-2。
- 山下和幸『小田急電車形式集3』レイルロード、2018年8月18日。
- 関田克孝『【RM LIBRARY 235】帝都電鉄（上）』株式会社ネコ・パブリッシング、2019年3月1日。ISBN 978-4-7770-5439-8。
- 関田克孝『【RM LIBRARY 236】帝都電鉄（下）』株式会社ネコ・パブリッシング、2019年4月1日。ISBN 978-4-7770-5440-4。
- 宮崎繁幹・山下和幸 編『京王帝都電鉄電車回顧　第1巻』多摩湖鉄道出版部、2019年4月1日。ISBN 978-4-7770-5446-6。
- 宮下洋一 編『鉄道車輌ガイド Vol.30 京王帝都のグリーン車』株式会社ネコ・パブリッシング、2019年5月1日。ISBN 978-4-7770-2350-9。

### 雑誌記事
- 『鉄道ピクトリアル アーカイブスセレクション9 京王電鉄 1950-60』、鉄道図書刊行会、2005年8月。
  - p.28 - 36 京王帝都車両アルバム 1950～60
  - p.39 - 43 吉川文夫「私鉄車両めぐり（８）　京王帝都電鉄井の頭線」※『鉄道ピクトリアル』第24号（1953年7月号）より再録
  - p.60 - 105 京王帝都レールファンクラブ[注釈 57]「私鉄車両めぐり(65)　京王帝都電鉄」※『鉄道ピクトリアル』第171号、第172号、第174号、第176号、第177号（1965年6、7、9、11、12月号）より再録
  - p.106 - 118 京王帝都レールファンクラブ「私鉄車両めぐり(72)　京王帝都電鉄　補遺」※『鉄道ピクトリアル』第197号（1967年6月号）より再録
  - p.144 - 153 読者短信に見る京王電鉄の記録 1950-1960
  - p.155 - 159 電気車形式図集　私鐵電車編（1954年）
- 鈴木洋「他社に渡った京王の車両」『鉄道ピクトリアル』第278号、電気車研究会、1973年5月、57-58頁。
- 吉川文夫「井の頭線戦災記」『鉄道ピクトリアル』第278号、電気車研究会、1973年5月、59-61頁。
- 合葉博治、猪俣剛「私鉄車両めぐり(97)　京王帝都電鉄」『鉄道ピクトリアル』第278号、電気車研究会、1973年5月、62-72頁。
- 宮田道一、萩原俊夫「50年間走り続けた電車　東急3450形物語[1]」『鉄道ファン』第242巻、交友社、1981年6月、68-84頁。
- 益崎興紀「スジをたどる＝運転の変遷」『鉄道ピクトリアル』第422号、電気車研究会、1983年9月、32-40頁。
- 山岸庸次郎「グラフ　井の頭線　過ぎ去りし日々のおもいで＜帝都線から井の頭線へ＞」『鉄道ピクトリアル』第422号、電気車研究会、1983年9月、54-57頁。
- 合葉博治「車両形態の変遷　-京王線70年・井の頭線50年の流れをたどる-」『鉄道ピクトリアル』第422号、電気車研究会、1983年9月、77-81頁。
- 吉川文夫「1400形一代記」『鉄道ピクトリアル』第422号、電気車研究会、1983年9月、93-97頁。
- 山岸庸次郎「井の頭線　過ぎ去りし日々のおもいで＜帝都線から井の頭線へ＞」『鉄道ピクトリアル』第422号、電気車研究会、1983年9月、98-103頁。
- 斉藤秀夫「井の頭線を復興する」『鉄道ピクトリアル』第422号、電気車研究会、1983年9月、104-105頁。
- 鉄道ピクトリアル編集部「他社で活躍する京王帝都の車両」『鉄道ピクトリアル』第422号、電気車研究会、1983年9月、136頁。
- 合葉博治、滝川精一「井の頭線　グリーン車たちの断面（１）　27･10一斉改番の前夜」『鉄道ファン』第278巻、交友社、1984年6月、62-69頁。
- 合葉博治「井の頭線　グリーン車たちの源流　帝都線の電車」『鉄道ファン』第279巻、交友社、1984年7月、91-97頁。
- 真鍋裕司「珍台車を訪ねて」『鉄道ピクトリアル』第515号、電気車研究会、1989年8月、46-49頁。
- 益井茂夫「京王帝都電鉄井の頭線前史」『鉄道ピクトリアル』第578号、電気車研究会、1993年7月、158-160頁。
- 藤田吾郎「京王帝都電鉄形式カタログ」『鉄道ピクトリアル』第578号、電気車研究会、1993年7月、169-192頁。
- 出崎宏「私鉄めぐり（149）京王帝都電鉄」『鉄道ピクトリアル』第578号、電気車研究会、1993年7月、223-242頁。
- 出崎宏「京王電鉄 過去の車両」『鉄道ピクトリアル』第734号、電気車研究会、2003年7月、174-186頁。
- 藤田吾郎「【特集】京王電鉄　京王電鉄　主要車歴表（2012年度末現在）」『鉄道ピクトリアル』第893号、電気車研究会、2014年8月、262-284頁。